# Culda
Culda, o Ulda o Hulda (ebraico: חֻלְדָּה Ḥuldāh), è una profetessa menzionata nella Bibbia in 2 Re 22,14-20 e 2 Cronache 34,22-28. Secondo la tradizione ebraica, era una delle "sette profetesse", con Sara, Miriam, Debora, Anna, Abigail ed Ester. Dopo la scoperta di un libro della Legge, avvenuta durante i lavori di ristrutturazione al Tempio di Salomone, su ordine del re Giosia il sacerdote Chelkia insieme ad Achikàm, Acbor, Safan e Asaià le si avvicinò per chiedere l'opinione del Signore.
Era moglie di Sallum, figlio di Tokhath (chiamato anche Tikva), a sua volta figlio di Carcas (chiamato anche Hasrah), custode del guardaroba. Viveva a Gerusalemme, nel secondo quartiere.
Le porte di Culda nel muro meridionale del Monte del Tempio prendono il nome da lei.

## Nella Bibbia
Il racconto in 2 Re, 22 racconta la consulenza di Culda come segue:
Dopo aver riconosciuto l'autenticità del libro e profetizzato un futuro di distruzione per non averlo seguito, Culda concluse rassicurando il re Giosia che a causa della sua pietà, Dio avrebbe ascoltato la sua preghiera: "sarai loro riunito nel tuo sepolcro in pace e i tuoi occhi non vedranno tutta la sciagura che io farò venire su questo luogo".
L'oracolo profetico di Culda identificava le parole che il re di Giuda udì (2 Re 22,18) con ciò che Jahvè aveva detto (2 Re 22:19). Secondo William E. Phipps, Culda è la prima persona a dichiarare che certi scritti sono la Sacra Scrittura.
Culda appare nella Bibbia ebraica solo in nove versetti, 2 Re 22, 13-20 e 2 Cr 34, 22–28. Il breve racconto di cui è protagonista è sufficiente per chiarire che lei era considerata una profetessa abituata a pronunciare la parola di Dio direttamente ai sommi sacerdoti e ai funzionari reali, che erano solito venirle in supplica. La donna parlava ai re e alle nazioni del loro destino;  aveva dunque l'autorità per determinare cosa fosse e cosa non fosse la vera Legge e poteva quindi esprimersi in maniera perentoria. Tuttavia la Bibbia non offre su di lei il tipo di informazioni di base, al contrario di altri profeti fondamentali. In effetti, sappiamo di più sul passato di suo marito di quanto sappiamo del suo, e le poche informazioni che abbiamo di lei personalmente sono in gran parte in relazione a suo marito.

## Luogo di sepoltura

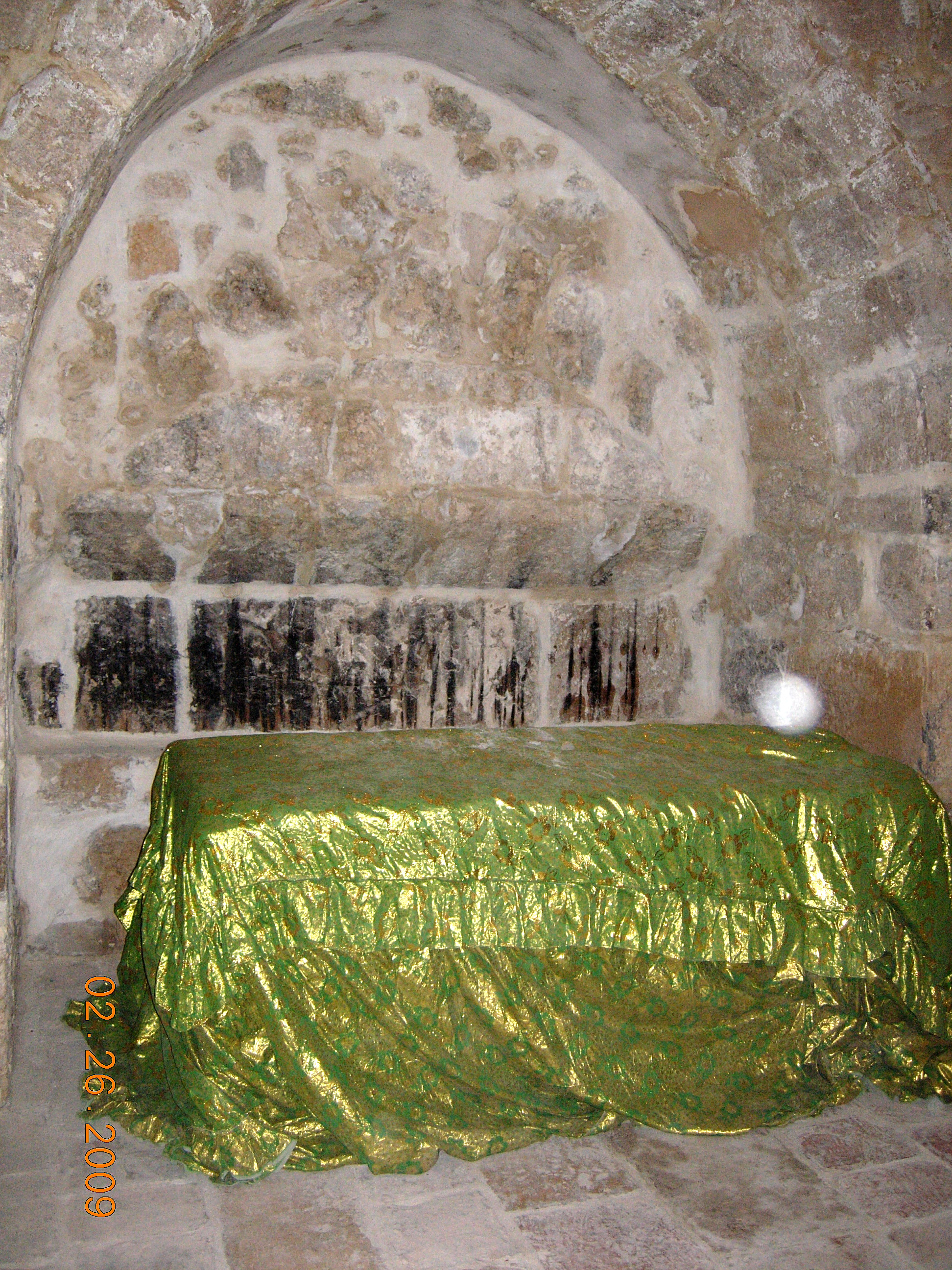
La tomba di Culda sul Monte degli Ulivi

Esistono due tradizioni contrastanti riguardo al luogo di sepoltura di Culda. La Tosefta registra il luogo di sepoltura di Culda come tra le mura di Gerusalemme. Durante il Medioevo si sviluppò una seconda tradizione identificando il luogo di sepoltura di Culda con una grotta scavata nella roccia sotto una moschea sul Monte degli Ulivi, presso la Chiesa dell'Ascensione. La grotta è considerata sacra per ebrei, musulmani e cristiani.